# Tweede Kamerverkiezingen 1998/Kandidatenlijst/Centrumdemocraten
Dit is de kandidatenlijst voor de Tweede Kamerverkiezingen 1998 van de Centrumdemocraten. De partij deed mee in 17 van de 19 kieskringen en deed niet mee in de kieskringen 3 (Assen) en 6 (Nijmegen). De lijst van kieskring 9 (Amsterdam) week iets af, omdat er een kandidaat niet op stond die elders wel verkiesbaar was.

## De lijst
- schuin: voorkeurdrempel overschreden

| Plek (per kieskring)    | Plek (per kieskring) | Naam                                           | Geb. jaar | Woonplaats       | Stemmen |
| 1, 2, 4, 5, 7, 8, 10-19 | 9                    | Naam                                           | Geb. jaar | Woonplaats       | Stemmen |
| ----------------------- | -------------------- | ---------------------------------------------- | --------- | ---------------- | ------- |
| 1.                      | 1.                   | Johannes Gerardus Hendrikus (Hans) Janmaat     | 1934      | 's-Gravenhage    | 43.262  |
| 2.                      | 2.                   | Wilhelmina Berendina (Wil) Schuurman           | 1943      | 's-Gravenhage    | 2.293   |
| 3.                      | 3.                   | Willem (Wim) Elsthout                          | 1963      | Haarlem          | 1.127   |
| 4.                      | 4.                   | P.G. (John) Zillen                             |           | Brunssum         | 737     |
| 5.                      | 5.                   | Michiel (Chiel) Koning                         | 1918      | Dordrecht        | 432     |
| 6.                      | 6.                   | Gerardus Franciscus (Gerard) Rieff             | 1930      | Rotterdam        | 408     |
| 7.                      | 7.                   | Ruud Enthoven                                  | 1949      | Amsterdam        | 507     |
| 8.                      | 8.                   | Johannes A. (Jan) Gilles                       | 1931      | Haarlem          | 123     |
| 9.                      | 9.                   | Franciscus (Frans) Heeren                      | 1948      | Breda            | 331     |
| 10.                     | 10.                  | C.W.J. (Cor) Rietveld                          |           | Hoorn            | 197     |
| 11.                     | 11.                  | B. (Bert) Pellegrom                            |           | Rotterdam        | 180     |
| 12.                     | 12.                  | J. (Jan) Stoops                                |           | 's-Gravenhage    | 59      |
| 13.                     | 13.                  | C.S. (Bas) Rietveld                            |           | Hoorn            | 117     |
| 14.                     | 14.                  | A.B. (Dries) de Jong                           |           | Maastricht       | 282     |
| 15.                     | 15.                  | Tammo (Ton) Koolhof                            | 1930      | Rotterdam        | 121     |
| 16.                     | 16.                  | Johannes (John) van der Steen                  | 1932      | 's-Hertogenbosch | 202     |
| 17.                     | 17.                  | Dick Antonius (Daan/Niek) Meijer               | 1954      | Leiden           | 112     |
| 18.                     | 18.                  | Jolanda van Veen-van den Broek                 | 1966      | IJmuiden         | 259     |
| 19.                     | 19.                  | Adrianus (Ad) Bierhuizen                       | 1959      | Schiedam         | 174     |
| 20.                     |                      | Hendrikus Gerardus Theodorus (Hennie) Selhorst | 1951      | Arnhem           | 127     |
| 21.                     | 20.                  | J.A. (Janny) Bom-Jurgens                       |           | Vlissingen       | 100     |
| 22.                     | 21.                  | Theodorus Willem (Dorus) Blokpoel              | 1944      | Zoetermeer       | 55      |
| 23.                     | 22.                  | Eddy Derkink                                   | 1962      | 's-Gravenhage    | 38      |
| 24.                     | 23.                  | Pietje (Nel) Rieff-van der Pol                 | 1943      | Rotterdam        | 122     |
| 25.                     | 24.                  | J.M. (Jos) van Scheppingen                     |           | Vlissingen       | 73      |
| 26.                     | 25.                  | J. (Hans) Kweens                               | 1955      | Beek en Donk     | 135     |
| 27.                     | 26.                  | R.D. (Robert) Schaap                           | 1970      | Huizen           | 111     |
| 28.                     | 27.                  | J.M. (Jan) van Herwijnen                       |           | Weert            | 251     |
| 29.                     | 28.                  | Rudolf (Ruud) Snijders                         | 1936      | 's-Gravenhage    | 291     |

PvdA · CDA · VVD · D66 · AOV/U55+ · GroenLinks · Centrumdemocraten · RPF · SGP · GPV · SP · Senioren 2000 · Natuurwetpartij · NCPN · De Groenen · Vrije Indische Partij · Idealisten/Jij · NMP · Nederland Mobiel · Katholiek Politieke Partij · Het Kiezers Collectief · NSOV
1986 · 1989 · 1994 · 1998